# Craspedolepta nebulosa
Craspedolepta nebulosa är en insektsart som först beskrevs av Zetterstedt 1828.  Craspedolepta nebulosa ingår i släktet Craspedolepta och familjen rundbladloppor. Arten är reproducerande i Sverige. Utöver nominatformen finns också underarten C. n. kincaidi.